# Kompanihuset
Kompanihuset i Malmö finns vid Kompanigatan strax intill Malmö rådhus. Det stod färdigt år 1529 enligt så kallad dendrodatering av takbjälkarna. Från början var huset tänkt att bli en "sögningegård", det vill säga en adelsmans stadsbostad, men innan färdigställandet kom det i det danska handelskompaniets ägo. Detta kompani var öppet för tillfälligt gästande köpmän från det övriga Danmark. Till gården förde man sina varor, här höll man rådslag och fester. Kompanihuset är Nordens bäst bevarade gilleshus från äldre tid.
Huset ägdes under 1630-talet av borgaren Willum Dichmand vilken bl.a. satte in en av de två bevarade praktspisarna i bottenvåningen. På 1690-talet blev gården magasin för den svenska kronan och kallades då för "Kungshuset". Vid denna tid bör man ha rivit ner det ursprungliga trapptornet.
I början av 1700-talet har säkert merparten av den gamla fasta inredningen gått förlorad. Under nära tre sekler stod byggnaden som magasin, men i början av 1970-talet blev den restaurerad. Bland annat återskapades det gamla trapptornet efter rekonstruktion av byggnadsarkeologen Sven Rosborn. Byggnaden ägs av Malmö stad och uthyres som samlingslokal, utställningslokal m.m.